# Gisela Ahlemeyer
Gisela Ahlemeyer z domu Köpke (ur. 25 marca 1947 w Świnoujściu, zm. 12 grudnia 2021 w Duisburgu) – niemiecka lekkoatletka, sprinterka. W czasie swojej kariery startowała w barwach Republiki Federalnej Niemiec.
Specjalizowała się w biegu na 400 metrów. Wystąpiła w nim na europejskich igrzyskach halowych w 1966 w Dortmundzie, ale odpadła w przedbiegach.
Zdobyła srebrny medal na tym dystansie na europejskich igrzyskach halowych w 1968 w Madrycie, przegrywając jedynie z Natalją Pieczonkiną ze Związku Radzieckiego, a wyprzedzając inną zawodniczkę radziecką Tatjanę Arnautową.
Na halowych mistrzostwach Europy w 1971 w Sofii zdobyła srebrny medal w sztafecie 4 × 2 okrążenia (w składzie: Ahlemeyer, Gisela Ellenberger, Anette Rückes i Christa Czekay) oraz odpadła w półfinale biegu na 400 metrów.
Była mistrzynią RFN w biegu na 400 metrów w 1967, a w hali mistrzynią na tym dystansie w 1968 i wicemistrzynią w 1971.
Startowała w klubie MSV Duisburg.